# Conus striatellus
Conus striatellus é uma espécie de gastrópode do gênero Conus, pertencente a família Conidae.